# 가모촌 (미에현)
가모촌(加茂村)은 일본 미에현 시마군에 설치되었던 촌이다. 현재의 도바시의 중부에 해당한다.